# Bebearia partita
Bebearia partita är en fjärilsart som beskrevs av Aurivillius 1895. Bebearia partita ingår i släktet Bebearia och familjen praktfjärilar. Inga underarter finns listade i Catalogue of Life.

## Bildgalleri

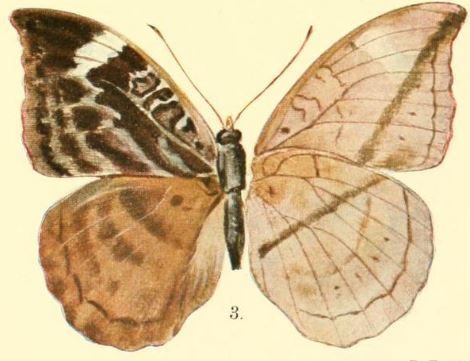